# Diplura argentina
Diplura argentina är en spindelart som först beskrevs av Canals 1931.  Diplura argentina ingår i släktet Diplura och familjen Dipluridae. Inga underarter finns listade i Catalogue of Life.